# ロベール・アンテルム
ロベール・アンテルム（Robert Antelme, 1917年1月5日 - 1990年10月26日）は、フランスの詩人、作家、レジスタンスの活動家、ホロコースト生還者である。コルシカ島のサルテーヌ生まれ。  
第二次世界大戦中にブーヘンヴァルト強制収容所、ついでダッハウ強制収容所に連行された経験から『人類』（1947年）などの著作を残した。

## 生涯
ロベール・アンテルムは1939年に植民地省で秘書として働いていたマルグリット・デュラスと結婚した。1942年に夫妻は初めての子を授かるが、出生時に死亡した。同じ年にデュラスは彼女の愛人となるディオニス・マスコロに出会っている。 
第二次世界大戦中、ナチスによる占領下のフランスでデュラスとアンテルムは対独レジスタンス活動に参加した。1944年6月1日、彼らのグループはゲシュタポに急襲され、デュラスはジャック・モルラン（フランスワ・ミッテランの戦闘員名）の助けを借りて間一髪で難を逃れたが、アンテルムは逮捕された。 当初はフランス国内にあるコンピエーニュ＝ロアイヤリュ強制収容所（コンピエーニュ）に収容され、1944年8月17日にドイツ国内のブーヘンヴァルト強制収容所に移送された。その後、彼は同強制収容所に属する小さな作業班のあるバート・ガンダースハイムに連れて行かれ、工場のそばの古い教会を転用した施設に収容された。 
終戦後の1945年4月、臨時政府の一員としてダッハウで強制収容所の解放に立ち会っていたミッテランにより、死体置き場の片隅でアンテルムは発見された。何ヶ月にも渡る非常に過酷な状況での拘留と腸チフスへの感染で痩せ細って衰弱していたが、ミッテランは彼をパリに連れ戻すことに成功した。  妻マルグリットは夫の帰還を待っていた異常な時間をのちに『苦悩』と題された小説として記した。 
アンテルムは1947年に強制収容所での出来事を綴った本『人類』（L'Espèce humaine）を出版した。  この本は、強制収容所で亡くなった妹のマリー＝ルイーズ（1919-1945）に捧げられた。   
アンテルムは妻マルグリットとともに1945年、シテ・ユニヴェルセル（éditions de la Cité Universelle）という出版社を設立した。 この出版社はアンテルムの『人類』を含む三作品のみを出版しただけで消滅することになる。夫婦は1946年に離婚した。しかし、1959年に映画監督で舞台演出家のレモン・ルローの要請によってヘンリー・ジェイムズの小説「アスパンの恋文」を二人で戯曲化したときのようにともに仕事をすることはあった。 
1946年にフランス共産党入党、雑誌『レ・タン・モデルヌ』に寄稿していた。1950年、共産党除名。アルジェリア戦争中、アンテルムは「アルジェリア戦争における不服従の権利宣言」（「121人宣言」）の署名者のひとりだった。 
1983年に脳血管障害を患い、1990年10月26日に死去した。 
1996年、ガリマール社はアンテルムの未発表原稿約60ページと約30人の作家からの200ページを超えるエッセイと証言からなる書籍を出版した。

## 引用
- 人間とは絶滅に対する絶対的で確固たる抵抗にほかならない。
- よくある人間の搾取と収容所での搾取に本質的な違いなどない。収容所は単に、そこにいる人々がまだ生きたまま苦しむ地獄であるという鮮明なイメージに過ぎない。
- 複数の人類（des espèces humaines）ではなく、ひとつの人類（une espèce humaine）が存在する。

## 作品
- L'Espèce humaine, La cité universelle, 1947; réédition Gallimard, Collection blanche en 1957, puis Tel, 1999.
  - 『人類―ブーヘンヴァルトからダッハウ強制収容所へ』宇京頼三訳、未来社、1993年
- Textes inédits sur L'espèce humaine. Essais et témoignages, Gallimard, Blanche, 1996.
- Vengeance ?, Farrago, 2005.
- Vengeance ?, nouvelle édition avec une postface de Jean-Luc Nancy, collection « Le Bel Aujourd'hui », Éditions Hermann, 2010.

## 顕彰
パリ13区の広場が2005年10月25日にロベール・アンテルム広場（Place Robert-Antelme）と名付けられた。フランソワ・ミッテラン国立図書館の南に位置する。 

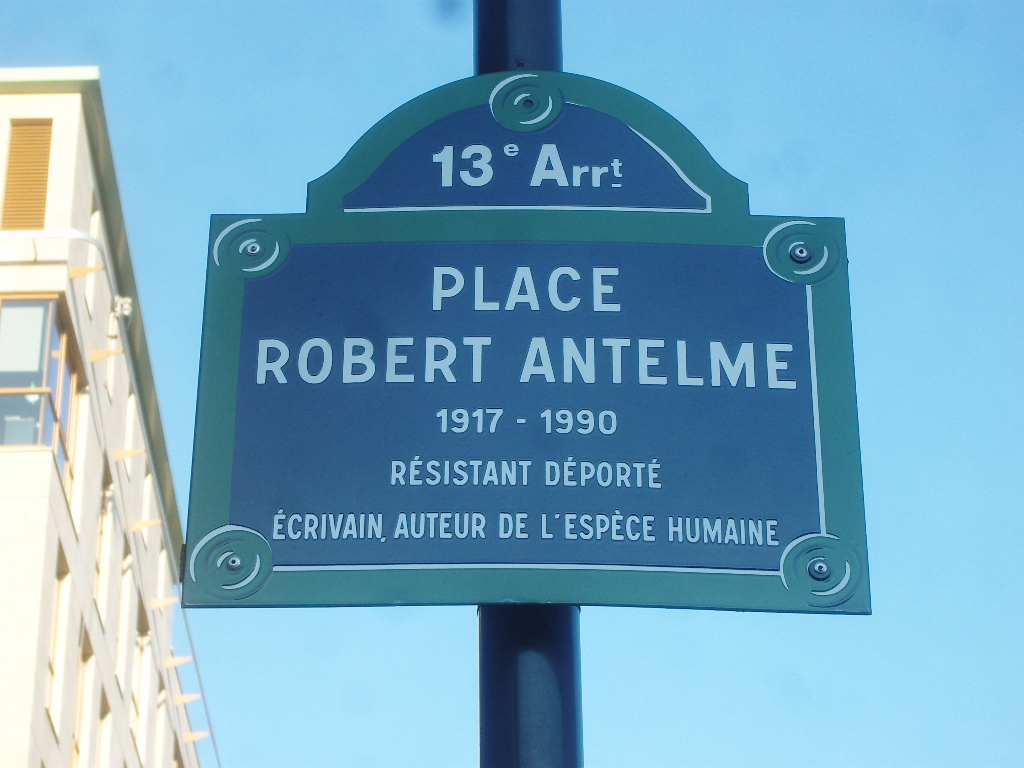
ロベール・アンテルム広場の道路標識